# 千秋镇
千秋镇，是中华人民共和国江苏省盐城市射阳县下辖的一个乡镇级行政单位。

## 行政区划
千秋镇下辖以下地区：
三区社区、振兴社区、竹节社区、鲍墩社区、渠东村、推广村、滨兴村、滨东村、陆墩村、民新村、三乡河村、运粮村、联合村、滨南村、沙港村、二涧村、一心村和东明村。